# Limnophila (Limnophila) kerteszi
Limnophila (Limnophila) kerteszi is een tweevleugelige uit de familie steltmuggen (Limoniidae). De soort komt voor in het Neotropisch gebied.